# Gustav Richert
Gustav Richert est un responsable nazi allemand, surtout connu pour avoir secondé Josef Terboven, commissaire du Troisième Reich à la tête de la Norvège occupée.
Dans les années 1930, il suit des formations en biologie et agronomie. 
Lorsque la Norvège est envahie en avril 1940, Richert est envoyé en Norvège afin de seconder Josef Terboven et diriger le ministère de l'agriculture et de l'alimentation. Son rôle fut particulièrement de nouer des contacts avec les organisations paysannes et de réorganiser les syndicats agricoles. Pour cela, il prend contact avec un ancien Premier ministre, Jens Hundseid, qui décline l'offre de prendre la tête d'un nouveau syndicat.
Avec Heinrich Himmler, il conduit le projet de Lebensborn en Norvège. Il était connu pour être un homme brutal. Richert fut tué par des prisonniers de guerre soviétiques.